# Мамулашвили, Мамука Зурабович
Мамука Зурабович Мамулашвили  (груз. მამუკა ზურაბის ძე მამულაშვილი; род. 22 апреля 1978, Тбилиси, Грузинская ССР, СССР) — грузинский и украинский военный деятель. Участник войны на востоке Украины, командир Грузинского национального легиона. Президент Национальной федерации смешанных единоборств Грузии.

## Биография
Родился 22 апреля 1978 года в Тбилиси, в семье офицера Советской армии Зураба Мамулашвили. В 14 лет сбежал из дома, чтобы принять участие в боевых действиях в Абхазии в подразделении отца, к тому времени, генерала грузинской армии. Принимал непосредственное участие в боевых действиях. 3 месяца находился в плену, после чего его обменяли на пленного абхазца. Награждён грузинским орденом Вахтанга Горгасала III-й степени (единственный, кто получил награду в подростковом возрасте). 
С 2009 по 2012 год был советником министра обороны Грузии. Возглавляет Национальную федерацию смешанных единоборств Грузии.
После начала войны в Донбассе Мамулашвили поехал в Украину с несколькими единомышленниками, с которыми создал боевое подразделение — Грузинский национальный легион. С первых дней конфликта добровольцы приняли участие в боевых операциях. Грузинский национальный легион в основном выполняет разведывательные и диверсионные задания на территории ЛНР и ДНР. Участвовал в боях за Луганский аэропорт, а также боях за Дебальцево. 
10 февраля 2016 года Грузинский национальный легион вошёл в структуру 54-й отдельной механизированной бригады Вооружённых сил Украины. 
В 2019 году на Мамулашвили было совершено покушение, в результате которого он получил огнестрельное ранение. Мамука Мамулашвили награждён орденами Народный Герой Украины, «За мужество», Крестом Ивана Мазепы и медалью За жертвенность и любовь к Украине.
В 2022 году также принял участие в обороне Украины от полномасштабного российского вторжения. Мамулашвили заявил, что они не берут военнопленных[значимость факта?]. Позже Мамулашвили заявил, что его слова вырваны из контекста: «Всех пленных мы передадим украинской стороне. Если бы я имел в виду, что мы кого-то убиваем, я бы прямо сказал, что мы убиваем пленных. Просто вырвали все из контекста, я не сомневался, что российские СМИ так и поступят. Что касается видеозаписи, возможно, это российский фейк, и там вовсе нет украинцев». В августе 2022 года в другом интервью Мамулашвили заявил, что «особенно ценятся военнопленные чеченского происхождения, их обменивают буквально за несколько часов». Пленных Грузинский легион, согласно Мамулашвили, передаёт украинским спецслужбам.
26 ноября 2024 года Верховный суд аннексированного Россией Донецка заочно приговорил Мамулашвили к 23 годам лишения свободы.